# Macherio
Macherio ist eine norditalienische Gemeinde (comune) mit 7565 Einwohnern (Stand 31. Dezember 2023) in der Provinz Monza und Brianza in der Lombardei. Die Gemeinde liegt etwa 6 Kilometer nördlich von Monza und etwa 20 Kilometer nordwestlich von Mailand am Parco della Valle del Lambro.

## Verkehr
Macherio teilt sich mit dem Ortsteil Canonico der Gemeinde Triuggio einen Bahnhof an der nichtelektrifizierten Bahnstrecke Monza–Molteno. Der Haltepunkt Macherio-Sovico an der Bahnstrecke Seregno–Ponte San Pietro ist von geringerer Bedeutung.

## Trivia
Silvio Berlusconi besitzt eine der historischen Villen Macherios.